# Through the Valley of the Nest of Spiders
Through the Valley of the Nest of Spiders est un roman de science-fiction de Samuel R. Delany paru en 2012.

## Historique de la publication
Un extrait d'une ébauche du roman a été publié sous le titre In the Valley of the Nest of Spiders dans le numéro 7 du magazine Black Clock (en).
Un ensemble de corrections typographiques pour le roman a été publié.

## Résumé
Le roman débute sur une scène à Atlanta, en Géorgie, le 6 juillet 2007, environ six jours avant le dix-septième anniversaire d'Eric Jeffers. Eric vit avec son père adoptif, Mike. L'histoire suit Eric alors qu'il part vivre avec sa mère, Barbara, dans le « Runcible (en) County » fictif sur la côte de Géorgie. Là-bas, vivant dans la ville de « Diamond Harbor », Eric apprend qu'un philanthrope gay noir a créé une communauté utopique pour les hommes homosexuels noirs dans un quartier appelé « The Dump ». Eric accepte un emploi chez l'éboueur local, Dynamite Haskel, et son fils et assistant de dix-neuf ans, Morgan Haskel. Eric et Morgan deviennent partenaires de vie, et le roman les suit à travers leurs différents emplois (d'éboueurs à la direction d'un théâtre pornographique, en passant par des bricoleurs), les évolutions de leurs cercles d'amis et leurs changements d'adresse (d'une cabane dans une décharge à un appartement au-dessus d'un cinéma, pour déménager ensuite dans une autre cabane à Gilead, une île voisine) – au cours de leur vie. Bien que le roman publié en 2012 avance de plusieurs décennies dans le futur et mentionne avec désinvolture des événements et des technologies fictives futures, une grande partie du roman ne ressemble pas à de la science-fiction dans un futur lointain. Le roman se termine à une date non précisée entre 2070 et 80.

## Thèmes
Delany a déclaré, dans une interview avec Kenneth James, qu'il a tiré son inspiration pour écrire son livre d'une citation de Vladimir Nabokov. Dans l'essai « On A Book Entitled Lolita », Nabokov décrit ce qu'il a appris lorsqu'il a compris que son roman avait été rejeté par des éditeurs qui ne l'avaient même pas lu en raison de son traitement de la sexualité sur des mineures et de leur viol. Il a alors déclaré:

« there are at least three themes which are utterly taboo as far as most American publishers are concerned. The two others are: a Negro-White marriage which is a complete and glorious success resulting in lots of children and grandchildren; and the total atheist who lives a happy and useful life, and dies in his sleep at the age of 106. »

## Signification littéraire et critique
Le roman a reçu des critiques positives. Roger Bellin du Los Angeles Review of Books (en) l'a qualifié « livre digne de sa carrière, plein de chefs-d'œuvre - et un livre que personne d'autre n'aurait pu écrire ». Steven Shaviro (en) a déclaré que « c'est le meilleur roman en anglais que je connaisse jusqu'à présent du 21e siècle ». D'autres critiques positives de Paul Di Filippo dans une critique du magazine Locus et de Jo Walton sur Tor.com ont été publiées.
Edward Parker du Lambda Literary a écrit que « le temps est un thème important tout au long du livre. Delany a construit l'histoire de telle sorte que le temps s'écoule lentement au début - toute la première moitié du livre ne couvre que cinq des soixante-dix années du roman - puis s'accélère à mesure que les personnages principaux vieillissent, reflétant structurellement l'expérience humaine du temps... mais Je me suis parfois demandé, surtout dans la première moitié du roman, si l'histoire n'aurait pas pu être racontée avec moins de mots ». Parker a critiqué ce qu'il considère comme un manque de contrôle éditorial, citant comme exemple un passage décrivant un toast qui n'avait pas grand-chose à voir avec la scène qui se déroulait autour de lui, mais considérant également la valeur littéraire de sa prose et se demandant si cela aidait le lecteur à s'identifier au sentiment de la lenteur du temps.